# Antonina Pustovit
Antonina Nikolaïevna Pustovit (russe : Антонина Николаевна Пустовит), née le 16 octobre 1955 à Kirovohrad (RSS d'Ukraine), est une ancienne rameuse soviétique. Elle est médaillée d'argent aux Jeux de 1980.

## Carrière
Membre de l'équipe soviétique lors des Jeux olympiques d'été de 1980, elle remporte une médaille d'argent en quatre de couple.

## Palmarès
- Jeux olympiques d'été de 1980 à Moscou ( Union soviétique) :
  -  médaille d'argent en quatre de couple